# Abbaye Saint-Paul du Lavanttal
Pour les articles homonymes, voir Abbaye Saint-Paul et Saint-Paul.
L'abbaye Saint-Paul du Lavanttal (en allemand : Stift St. Paul im Lavanttal) est une abbaye bénédictine masculine qui appartient à la congrégation bénédictine d'Autriche. Elle est située sur le territoire de la commune de Sankt Paul sur la Lavant, dans le land de Carinthie en Autriche. Fondée en 1091, c'est l'abbaye en activité la plus ancienne de Carinthie.

## Histoire

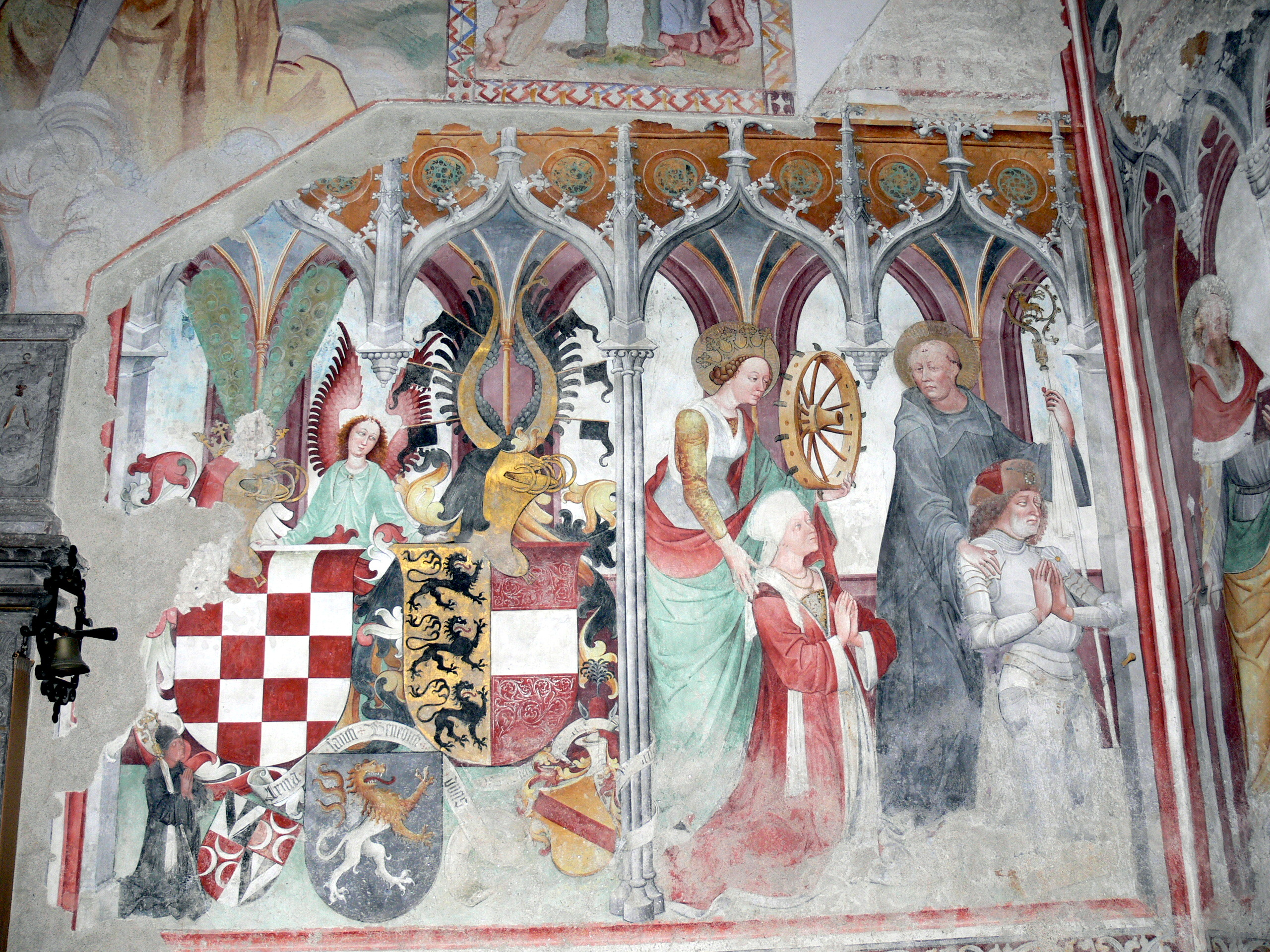
Engelbert et son épouse Edwige, fresque de 1493.

L'abbaye fut fondée vers le 1er mai 1091 dans le duché de Carinthie par le comte Engelbert issu de la maison de Sponheim. Un adepte du pape Grégoire VII et de sa Réforme, il décida à faire don d'un couvent sur ses terres héréditaires dans la vallée de la Lavant. En 1085, il envoya son fils Engelbert II à l'abbé Guillaume de Hirsau qui a assuré que douze moines arrivèrent en Carinthie. Le domaine et l'église de Sankt Paul fut le lieu de fondation du monastére qui est devenu l'abbaye propriétaire des Sponheim, ducs de Carinthie à partir de 1122. Elle adopte la réforme de l'abbaye de Hirsau.
L'abbaye a été dissoute en 1787, des suites du joséphisme, mais rétablie en 1809 par les moines de l'abbaye Saint-Blaise (Forêt-Noire), expulsés par le recès d'Empire.
Les moines ont été expulsés une seconde fois par les autorités nazis en 1940 et sont revenus en 1947.
La bibliothèque de l'abbaye contient plus de 180 000 ouvrages, manuscrits et incunables dont le fameux psautier de Ramsey. Saint-Paul possède aussi une collection d'œuvres de Holbein, Dürer, Rubens, Van Dyck, etc.

## Église abbatiale
Une église romane a été construite au XIIe siècle et modifiée à l'époque du gothique tardif en 1367, avec quarante-quatre fresques des maîtres tyroliens Friedrich et Michael Pacher.
L'intérieur de l'église a été redécoré au XVIIIe siècle par Philipp Jakob Straub (de) (1706-1774), frère de Johann Baptist Straub.
Treize membres de la famille Habsbourg sont enterrés dans la crypte.

## Enseignement
Une école a été créée dès le Moyen Âge et érigée en Gymnasium par l'impératrice Marie-Thérèse en 1777.
Les moines de l'abbaye dirigent aujourd'hui une école secondaire (Gymnasium St. Paul) de 700 élèves répartis en 22 classes. Les bénédictins furent expulsés de l'école en 1938 et le Gymnasium fut transformé en École politique nationale (NAPOLA) en 1940 par les nazis. Les bénédictins revinrent après la guerre.
L'internat a été supprimé en 1976. Le Gymnasium a été entièrement rénové en 2002.
Hugo Wolf (1860-1903) y fit ses études.

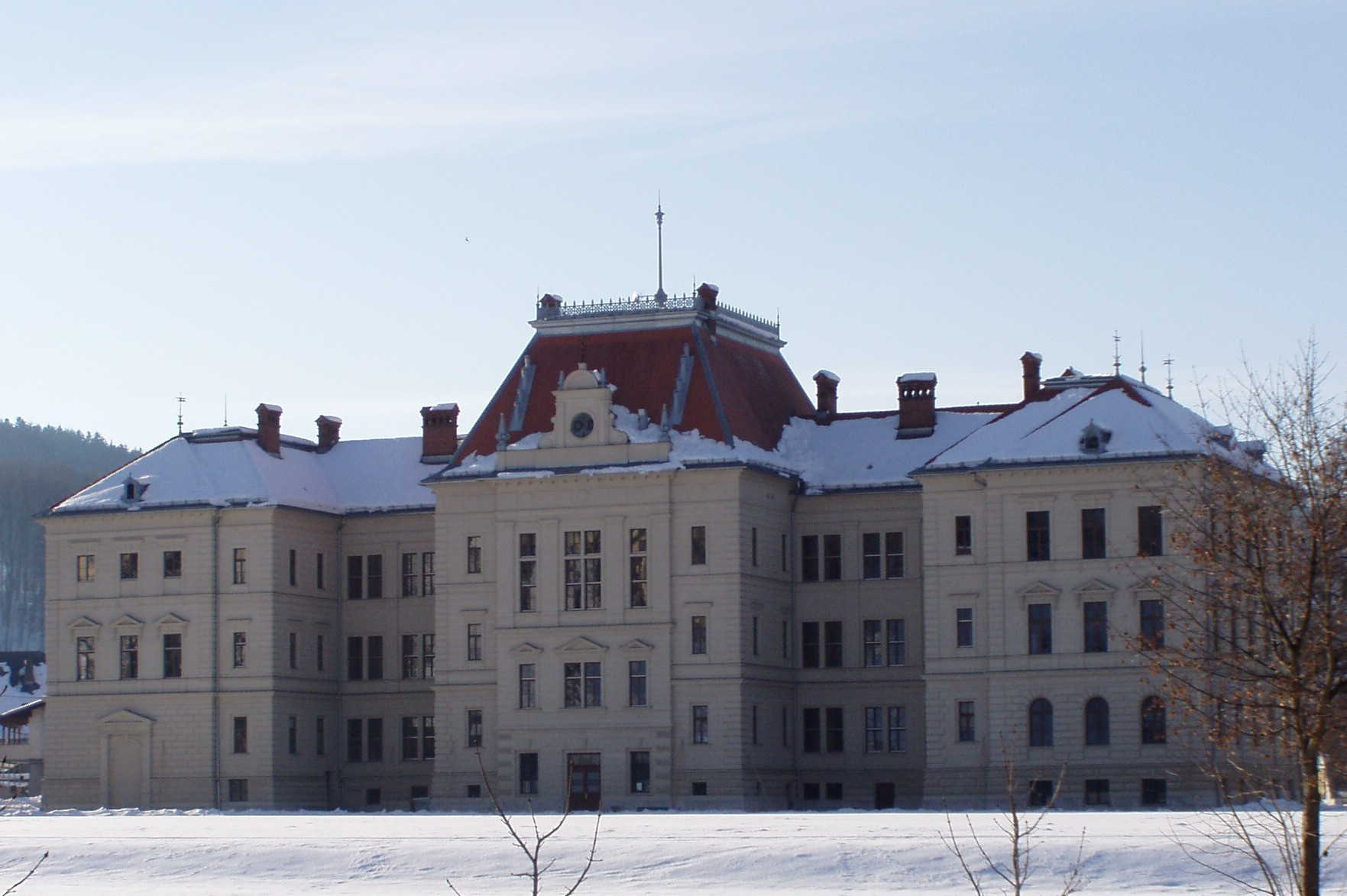
Gymnasium St. Paul.
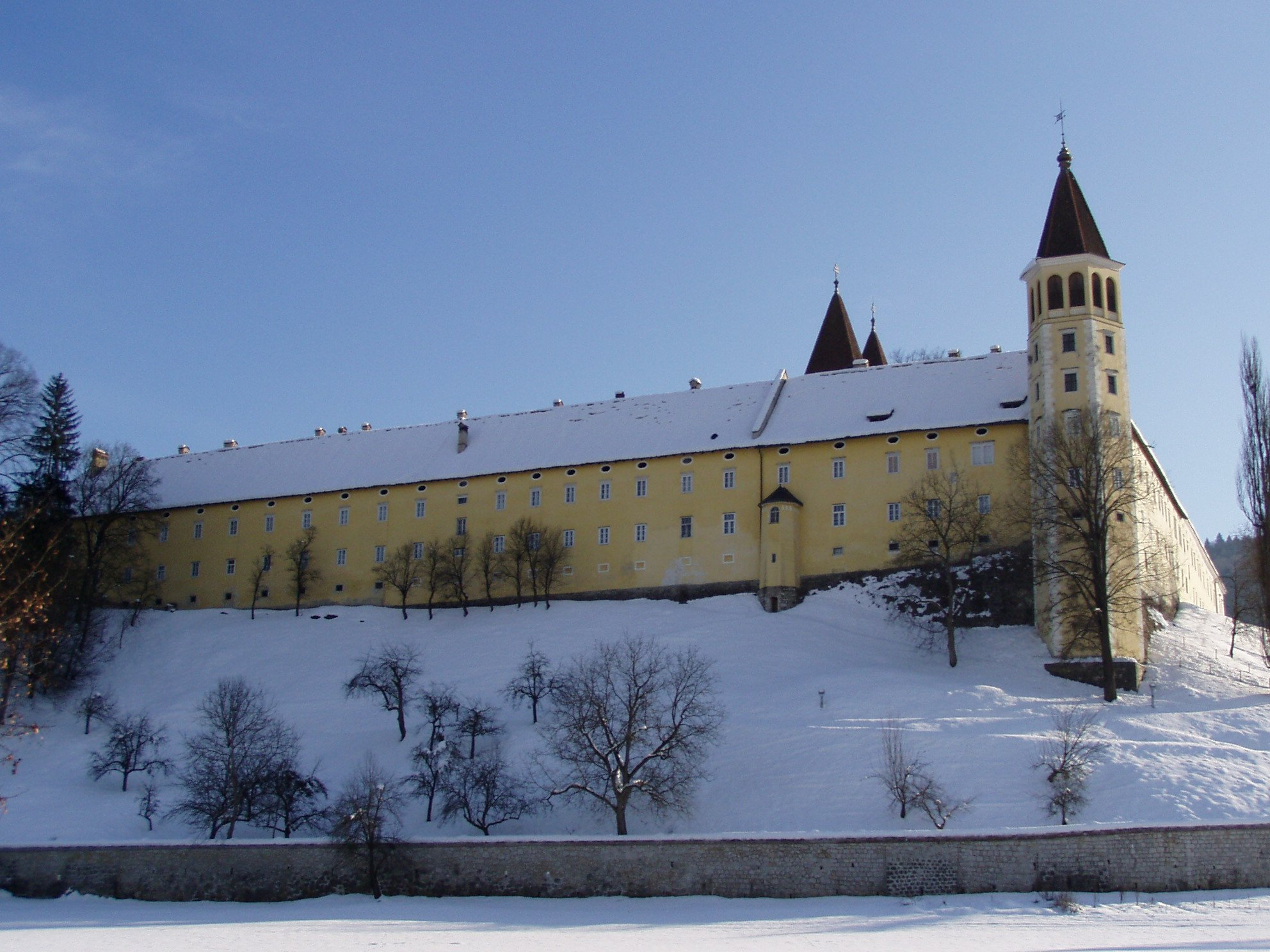
Vue de l'aile nord.
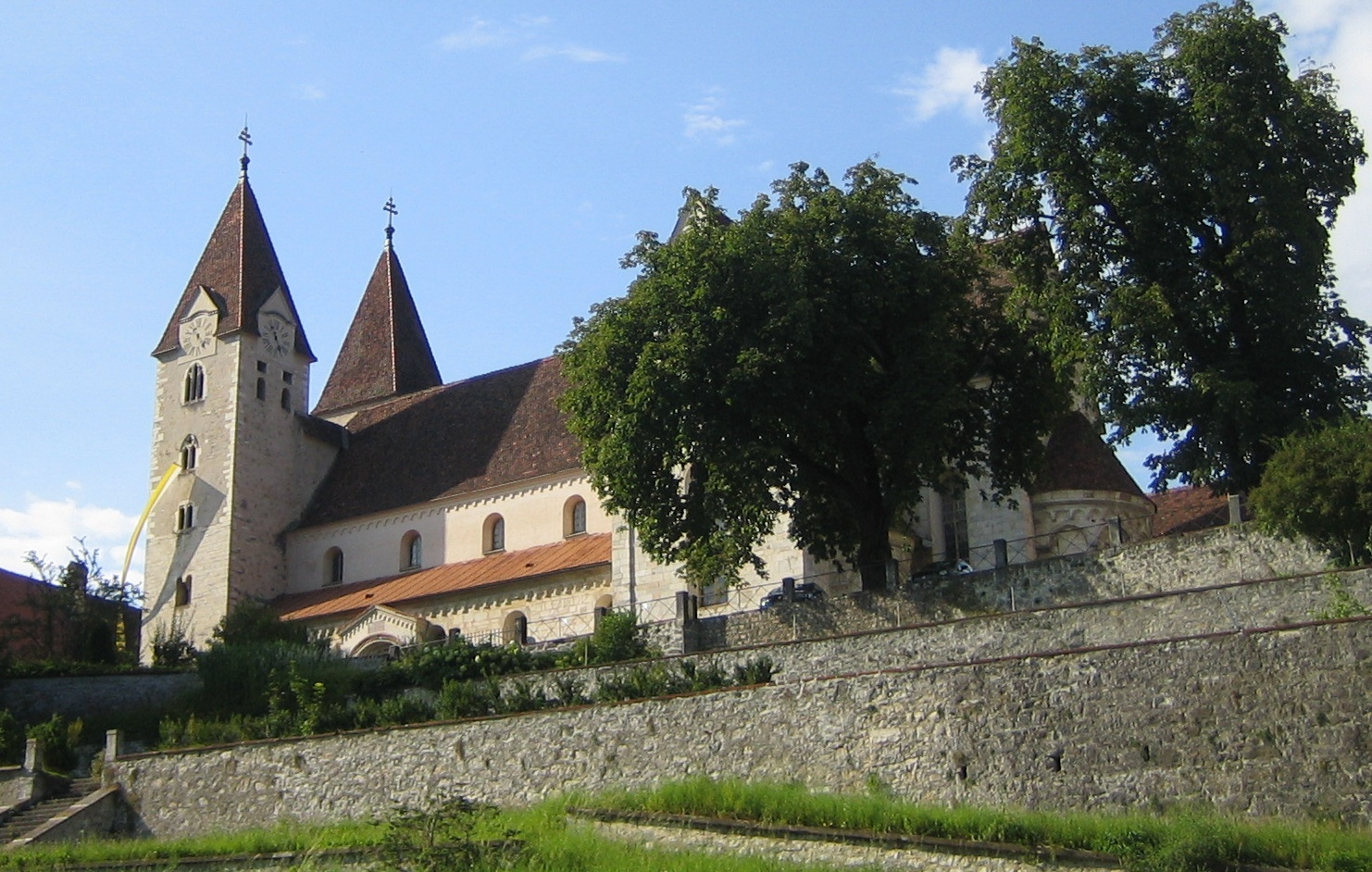
L'église abbatiale.
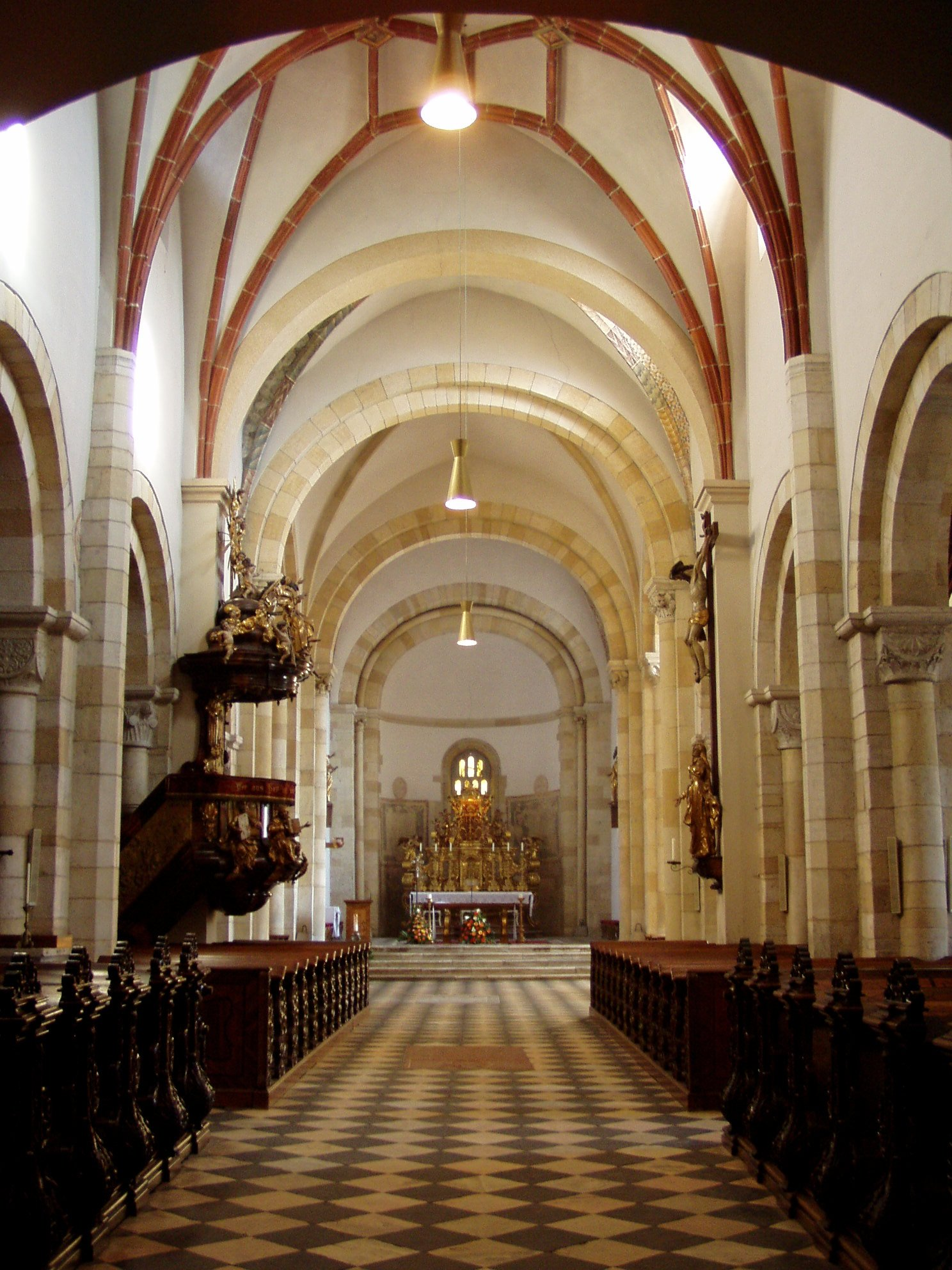
Intérieur de l'église Saint-Paul.